# Miguel de Guevara
Miguel de Guevara (Nova Espanya, 1585? — 1646?) va ser un frare agustí, poeta i filòleg. Va ser, també, parent d'Hernán Cortés.
Encara que no està determinada completament la seva autoria, aquest frare és conegut principalment perquè se li va atribuir l'autoria del sonet No me mueve, mi Dios, para quererte, també va fer aportacions a l'estudi de les llengües autòctones. Va escriure vocabularis del nàhuatl i del tarasco que no han arribat als nostres temps, i també un Arte doctrinal y modo general para aprender la lengua matlazinga en 1638. Era, segons les seves paraules, expert en les tres llengües generals de la província de Michoacán: el mexicà, el tarasco i el matlatzinca.
Miguel de Guevara es va ordenar sacerdot el 1610, i va ocupar diversos càrrecs importants al llarg de la seva vida.